# Gretl
gretl (engleză GNU Regression, Econometrics and Time-series Library, bibliotecă GNU pentru estimare, econometrie și serii de timp) este un program (software) de metode statistice întrebuințate în analiză econometrică. Este un software liber, distribuit în conformitate cu termenii Licenței Publice Generale GNU, și face parte din proiectul GNU.
gretl are interfață grafică, însă poate fi folosit și în CLI. Pentru efectuarea calculelor, gretl face uz de programe externe, cum ar fi X-12-ARIMA, TRAMO, R, GNU Octave și Ox. Graficele sunt create cu ajutorul programului gnuplot.

## Formate de date
Datele în gretl se păstrează în format propriu (*.gdt și *.dgtb), bazat pe XML. gretl poate importa date din fișiere în formate ASCII, CSV, databank, EViews, Excel, Gnumeric, GNU Octave, JMulti, OpenDocument Spreadsheet, PcGive, RATS 4, SAS xport, SPSS și Stata. Setul de date gretl poate fi exportat în formate GNU Octave, R, CSV, JMulti și PCGive. Pe lângă aceasta, rezultatele estimărilor pot fi salvate ca fișiere LaTeX.

## Localizare
Pe lîngă limba engleză, gretl este disponibil în albaneză, bască, bulgară, catalană, cehă, chineză, franceză, galiciană, germană, greacă, italiană, japoneză, poloneză, portugheză, romănă, ruandeză, rusă, spaniolă și turcă.